# Резня в Бела-Цркве
Резня в Бела-Цркве (алб. Masakra e Bela Crkva) произошла 24—25 марта 1999 года. Югославской полицией были убиты косовские албанцы, жители косовской деревни Бела-Црква. Жертвами расправы стали от 58 до 65 человек.

## Бела Црква
Село Бела Црква (алб. Беллацерка — Bellacerka) располагалось на юге югославского автономного края Косово и Метохия, недалеко от города Ораховац и в относительной близости от границы с Албанией. 
В книге сербского историка Петра Груича «Косовский узел» (2004) упоминается, что село некогда было сербским. 
К началу Косовской войны все 3 тысячи жителей деревни были албанцами и мусульманами. 
По свидетельству одного из них, Исуфита «до начала натовского наступления 24 марта 1999 года ничего важного не произошло в деревне и вокруг неё».

## События 24—25 марта 1999 года
По свидетельству жителя села Исуфита, в 3 часа утра 25 марта 12 сербских танков пришли со стороны города Ораховаца и остановились у мечети в центре села. Исуфит с семьёй примкнул к группе из 20 человек, бежавших в поле, откуда они наблюдали за действиями военных. Танки вскоре покинули село, и убедившись, что в селе ничего не происходит, группа вернулась к своим домам. Однако всего через 15 минут Исуфит услышал выстрелы из дома, находившегося в 200 м от его дома, и он с семьёй вновь бежал из села и примкнул к группе жителей, решивших укрыться в русле близлежащей речки с обрывистыми берегами.
Другой житель деревни, Сабри, пишет, что за неделю до начала натовских бомбардировок в Бела-Цркву прибыли 40 полицейских на грузовиках и броневиках. Но они не остановились в селе, а стали рыть окопы на холме, доминирующем над деревней. Жители близлежащих домов переселились к родственникам из соображений безопасности. Однако полиция и армия до 24 марта не оставались на месте (в окопах), передвигаясь между селом Зрзе и Ораховацем. Сабри свидетельствует, что с началом натовской операции увидел пять танков, прибывших в центр села, которые сразу затем заняли позиции у холма. Одновременно, в 4 часа утра, югославская военная полиция открыла из окопов огонь по крышам домов, тем самым принуждая население покинуть село.
Жители начали оставлять село. Сабри утверждает, что он видел сербские силы, вступившие на окраину села, а затем огонь горевших домов, для поджога которых было использовано топливо и огнемёты. Несмотря на это, он вернулся в свой дом, чтобы накормить своих коров и овец.
Исуфит пишет, что он с семьёй укрылся в русле речки, находившейся в километре от его дома. Речка была с отвесными берегами, и в её русле укрылись до 700 жителей села. После чего эта группа отправилась к селу Рогово, принимая предосторожности на случай обстрела снайперами, и достигла железнодорожного моста. Группа оставалось под мостом несколько часов. Около 9:30 к беглецам подошла группа 16 полицейских и, судя по разношерстной форме, ополченцев или специальных полицейских сил, разрешившая им идти, но в обратном первоначальному направлении. В это время в 50 м от моста двигалась другая группа албанцев, по которой командир югославской полиции приказал открыть огонь. Это были семьи двоюродных братьев К. Жуники и Спахиу. Были убиты 12 человек, включая К. Жуники, его жену, дочь восьми лет, сыновей шести и четырёх лет, а также членов семьи Спахиу. Командир полицейских приказал всем положить руки за голову и выйти на железную дорогу. Он приказал албанцам разделиться на три группы — женщины и дети остались на мосту, мужчинам по обе стороны моста было приказано раздеться до белья. После чего полицейские приступили к грабежу, по его окончании мужчинам было приказано одеться. Женщин и детей не трогали, им было приказано идти в сторону Зрзе.
По свидетельству очевидцев, врач Н. Попай обратился к командиру югославской полиции со словами, что они не являются членами Армии освобождения Косова (АОК), а простыми жителями деревни. Командир ответил: «Вы террористы, и пусть вас спасает НАТО». Командир полиции приказал группе из 65 мужчин вновь спуститься в русло реки и идти вверх по течению, после чего по ним был открыт огонь в спину.

## Разрушение села
Сабри вышел на другую группу жителей, от которой он узнал что село было разрушено. Но их свидетельство было противоречиво: «село было разрушено, но были сожжены только 12 домов».
Согласно аэрофотоснимкам НАТО и сопроводительным заявлениям, деревня была разрушена «не в результате бомбардировок, а в результате пожара».

## Последствия
Выжившие из эпизода у моста, как и сотни других беженцев из Бела-Црквы, нашли временное убежище в окрестных сёлах. Сабри заявляет, что именно он организовал пошив пластиковых мешков для трупов, расстрелянных у моста. Он пишет, что он руководил их захоронением, знает место захоронения и что у моста было расстреляно 30 человек.
В течение недели после событий все беженцы из Бела-Црквы, около 3 тысяч человек, без происшествий пересекли государственную границу. При этом обычно у них отбирали югославские паспорта.
Согласно отчёту Human Rights Watch, основанному на показаниях 12 беженцев села Бела-Црква, количество убитых составило 58 человек. Организация отмечала, что подобные массовые убийства происходили и в других сёлах района, в том числе в деревнях Мала-Круша, Целина и Пиране. По мнению Human Rights Watch, свидетели расправ встречались редко, отчасти из-за эффективного и систематического характера убийств.
Поскольку среди убитых были и дети, включая четырёхлетнего ребёнка, тогдашний британский министр иностранных дел Робин Кук заявил: «Эти дети не могли быть опасны для кого-либо, но сербские войска видели в каждом албанце врага независимо от его возраста».
The New York Times приводит свидетельство командира Армии освобождения Косова, утверждавшего, что возле сёл Зрзе и Бела-Црква он слышал по рации команды на русском языке.
После окончания Косовской войны, 5 июля 1999 года жители Бела-Црквы, получившие возможность вернуться в село, перезахоронили останки погибших, число которых, согласно различным данным, достигало 64-65 человек.
События в Бела-Цркве, наряду с событиями в Рачаке, Мала-Круше и Сува-Реке, были инкриминированы президенту Югославии Слободану Милошевичу.